# Iphinoe brevipes
Iphinoe brevipes är en kräftdjursart som beskrevs av Hansen 1895. Iphinoe brevipes ingår i släktet Iphinoe och familjen Bodotriidae. Inga underarter finns listade i Catalogue of Life.